# Chiesetta del Suffragio
La Chiesetta del Suffragio è un edificio religioso nel comune di Porto Recanati.

## Storia
Venne fondata probabilmente nei primi anni del Settecento, come testimonierebbe il ritrovamento di alcuni mattoni stampati nelle tombe presenti all'interno della chiesa.

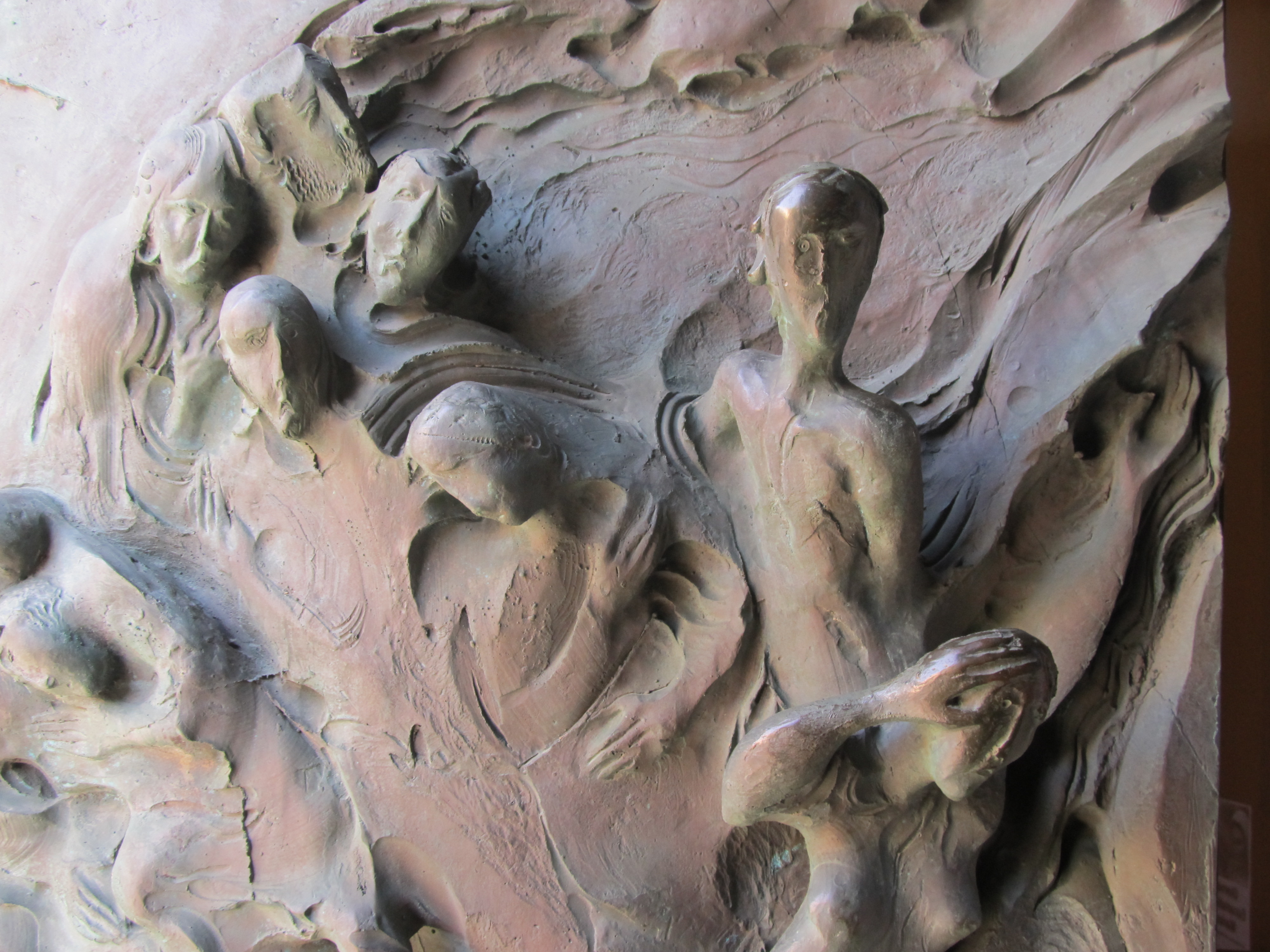
Particolare del portale di Cecco Bonanotte

Sede dell'omonima confraternita, custodisce una grande tela attribuita al Maratta (1625-1713) che raffigura la Madonna tra i santi Francesco da Paola e Andrea (patrono dei pescatori), che tiene in mano un cefalo (mugella, in portorecanatese, da cui il nome dialettale del santo "Sant'Andre' de la mugella"), pesce che è solitamente presente nella rete della sciabica. Di qui la devozione dei pescatori versati in questo tipo di pesca (sciabbegotti)  di affidarsi al Santo e la contemporanea tradizione delle mogli dei pescatori di ritrovarsi qui quotidianamente per impetrare la salute dei mariti. Il portale bronzeo del 1997, che raffigura le anime del purgatorio che tendono a Cristo, è opera dello scultore Cecco Bonanotte.